# Maglemosien
Le Maglemosien est un faciès culturel du début du Mésolithique du Nord de l'Europe (environ 9 000 à 6 500 ans av. J.-C.). En Scandinavie cette culture précède le Kongemosien.

## Description
Ce faciès, défini par George F.L. Sarauw en 1903, tire son nom du site archéologique de Mullerup, qui se trouve dans un grand marais (magle mose) au Sjælland (Danemark). À la suite des premières découvertes réalisées en 1900, un grand nombre de sites similaires a été fouillé en Angleterre, en Pologne et au Nord de la France et en Scanie dans le Sud de la Suède. La datation au carbone permet de rattacher l'homme de Koelbjerg à cette culture.
Les Maglemosiens vivaient dans des milieux forestiers et humides ; ils utilisaient des outils et des armes de chasse et de pêche en bois, en bois de cerf (harpons, haches et herminettes), en os (aiguilles, hameçons, pointes) et en silex. Les microlithes tranchants en silex utilisés comme armatures de sagaies en os et de flèches sont caractéristiques de cette culture (selon les phases, pointes à troncatures ou à dos courbe, triangles, trapèzes, technique du microburin). Des outils de pierre de plus grandes dimensions sont également utilisés (haches, herminettes, grattoirs, burins, etc.).
Certains étaient peut-être sédentaires mais la plupart étaient encore nomades. Certains sites en milieux tourbeux ont permis la conservation exceptionnelle des huttes en écorce, de pirogues, de pagaies, d'arcs et de flèches.
L'art est représenté par des décorations géométriques sur les outils en os ou de rares objets sculptés en ambre.
La culture de Maglemose a été, selon certains chercheurs, celle à partir de laquelle s'est diffusée la coutume funéraire faisant reposer les morts en position allongée sur le dos. 
Le niveau des mers en Europe du Nord n'a atteint le niveau actuel que vers 6 000 ans av. J.-C., date à laquelle certains territoires occupés par les Maglemosiens ont été submergés.